# Jan Śmigiel
Jan Śmigiel (ur. 21 czerwca 1906 w Gorzycach Małych, zm. ?) – polski kowal, poseł na Sejm PRL III kadencji.

## Życiorys
Uzyskał wykształcenie zasadnicze zawodowe, był kowalem w Zakładach Naprawczych Taboru Kolejowego w Ostrowie Wielkopolskim. Wstąpił do Polskiej Zjednoczonej Partii Robotniczej, z jej ramienia w 1961 został posłem na Sejm PRL z okręgu Ostrów Wielkopolski, w trakcie kadencji zasiadał w Komisji Komunikacji i Łączności.